# Judah Friedlander
Judah Friedlander (nacido el 16 de marzo de 1969) es un actor y comediante estadounidense, conocido por interpretar el papel del escritor Frank Rossitano en la comedia 30 Rock (también llamada Rockefeller Plaza en España) de la NBC. Friedlander también es conocido por su papel de Toby Radloff en la película American Splendor, un papel que le valió críticas favorables y una nominación al mejor actor secundario en los Premios Independent Spirit 2004. Al principio de su carrera fue reconocido como "el chico del abrazo" del video musical del sencillo de 2001 Dave Matthews Band " Everyday ".
Friedlander es conocido por su aspecto distintivo, que incluye gafas de gran tamaño, cabello peludo, una camiseta y un sombrero de camionero (ambos a menudo estampados con lemas como "campeón mundial"), y una apariencia generalmente descuidada. Es una apariencia que mantiene como comediante, durante la mayoría de sus apariciones públicas, y que ha empleado en algunos de sus papeles de actuación.

## Primeros años
Friedlander nació en Gaithersburg, Maryland, hijo de Shirley y Art Friedlander. Su padre era de ascendencia judía rusa y su madre, oriunda de Pittsburgh.
Cuando era niño, Friedlander dibujó caricaturas políticas e hizo películas animadas. Primero intentó hacer stand up comedy en 1989 a la edad de 19 años mientras asistía a la Universidad de Nueva York.

## Carrera

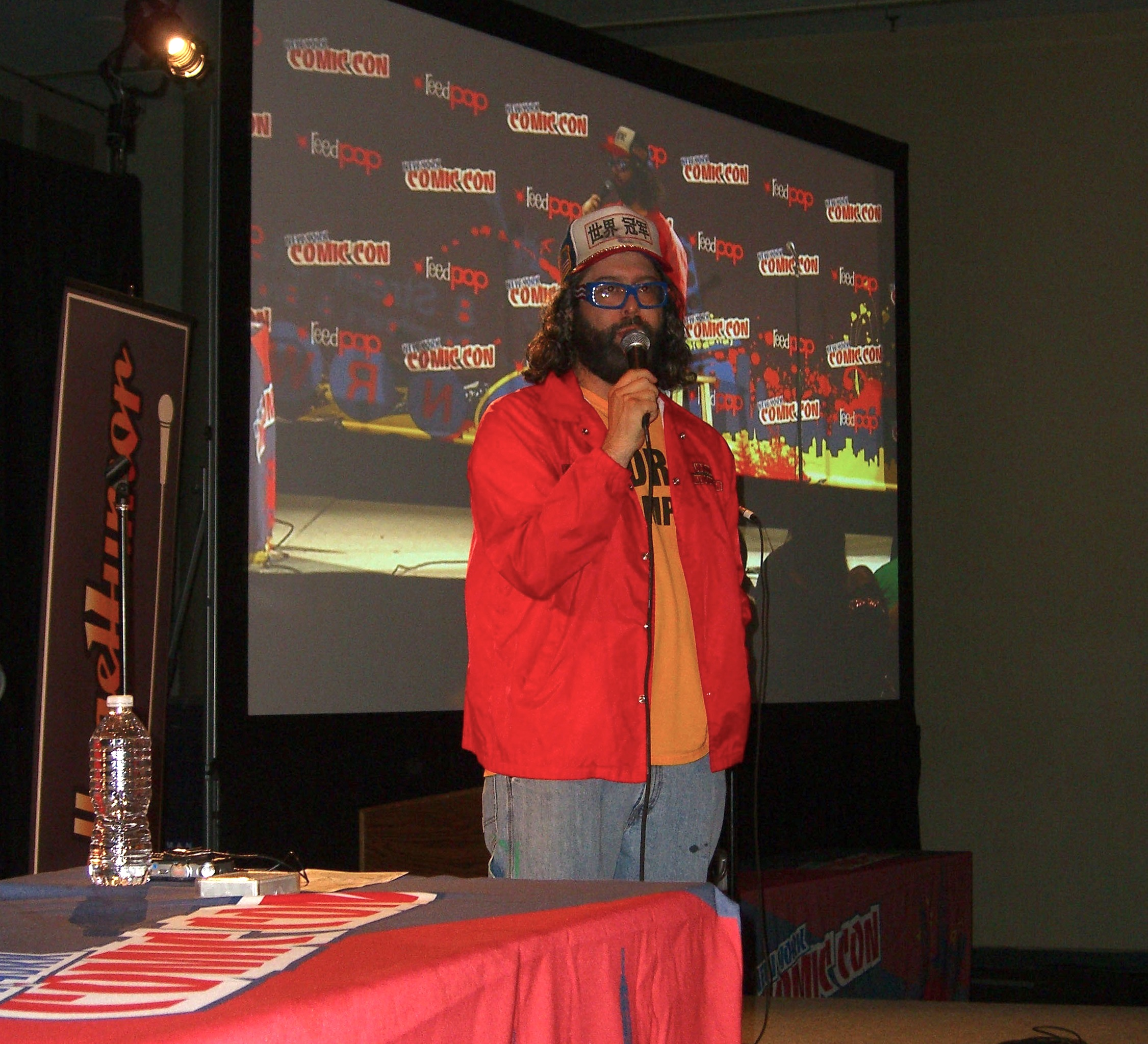
Friedlander en la presentación CollegeHumor en el 2012 New York Comic Con

### Stand-up comedy
Friedlander ha realizado comedias de stand-up regularmente a lo largo de su carrera de entretenimiento. Continuó haciendo stand-up varias noches a la semana en la ciudad de Nueva York mientras trabajaba en la comedia 30 Rock. Friedlander ha declarado que está más relajado cuando hace stand-up y que considera que el stand-up es su primer amor verdadero, prefiriendo a la actuación. Afirmó en 2012 que el stand up es "lo más importante que hago desde el punto de vista artístico".
Friedlander ha citado a los comediantes Steven Wright, Sam Kinison y John Mulrooney como influencias. También dice que Dave Attell es uno de sus cómics favoritos.  
Las actuaciones cómicas de Friedlander a menudo lo muestran haciendo afirmaciones escandalosas y rimbombantes sobre sí mismo con una entrega impasible. Muchas de estas afirmaciones se reflejan en los lemas que se muestran en los muchos sombreros de camionero que usa, el más común es "Campeón del Mundo", un eslogan que ha usado en varios idiomas.
Una de sus afirmaciones incluye ser un experto en karate, haber logrado un " cinturón negro extra oscuro" en el deporte. En 2010, fue autor del libro de humor How to Beat Up Anybody: An Instructional and Inspirational Karate Book del World Champion. Las afirmaciones de Friedlander proporcionan ironía cómica cuando se comparan con su actitud despreocupada y su apariencia física. Friedlander usa gafas grandes y de montura gruesa, a menudo no se afeita y generalmente está descuidado. Su físico también ha sido descrito como "pastoso".
La apariencia que Friedlander emplea durante su actuación también se ha trasladado a algunos de sus papeles en televisión y cine, incluido su papel de 30 Rock como escritor de televisión Frank Rossitano. Sin embargo, Frank es mucho más vago que el personaje de "Campeón del Mundo" de Friedlander.
En 2007, la revista Heeb incluyó a Friedlander en su lista de "100 personas que debes conocer".

### Televisión

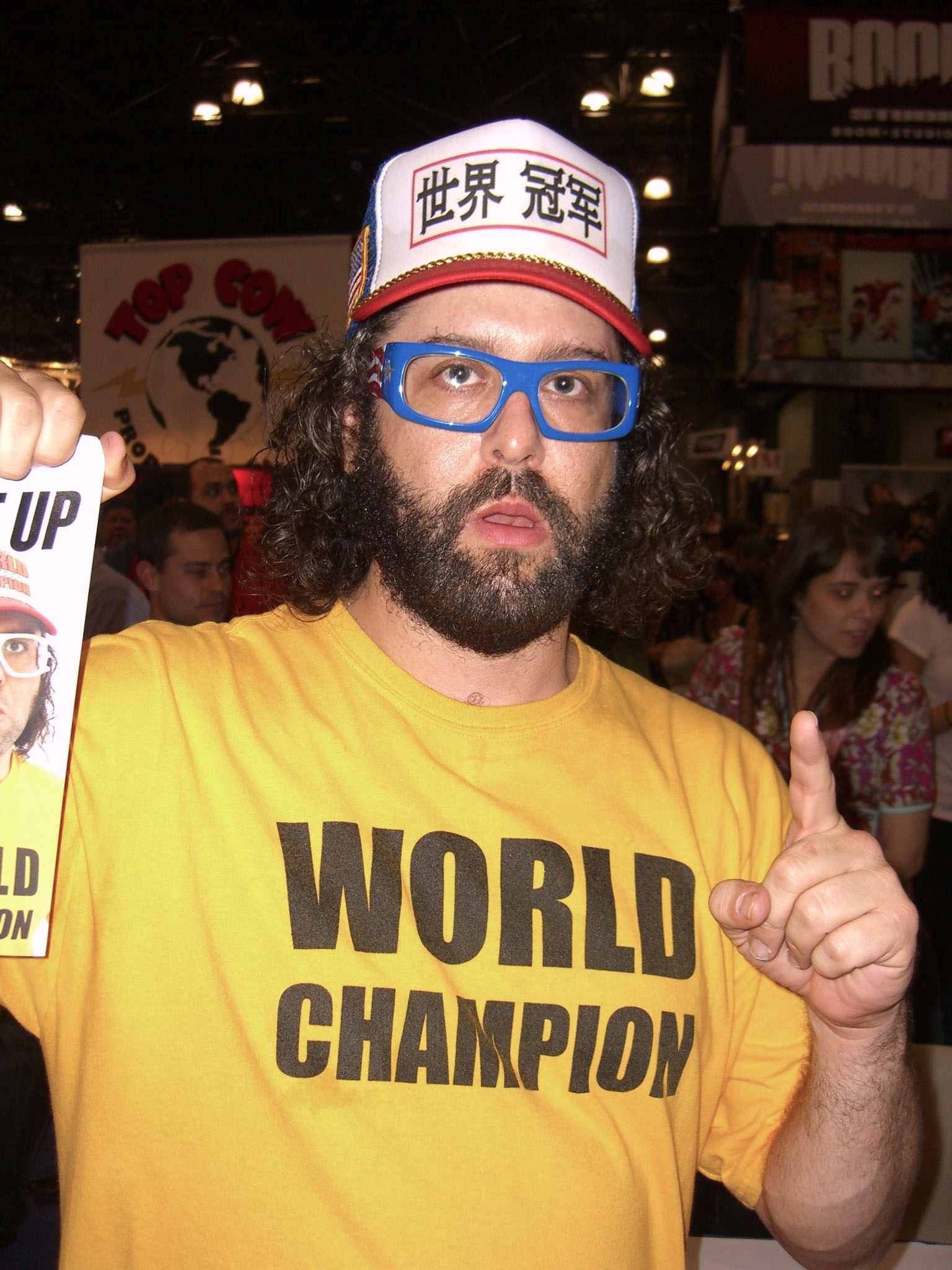
Friedlander en octubre de 2010

Friedlander desempeñó el papel de un técnico en la comedia de situación Al Franken LateLine en 1999. Durante la década de 2000, Friedlander ocupó papeles invitados en varios programas de televisión, incluidos Spin City, Curb Your Enthusiasm y Flight of the Conchords, además de proporcionar voces para los personajes de las series animadas Wonder Showzen y Xavier: Renegade Angel. Friedlander hizo apariciones regulares en el programa de entretenimiento y cultura pop Best Week Ever. Apareció como coanfitrión en línea de los Premios TV Land 2009, junto al presentador principal Neil Patrick Harris.

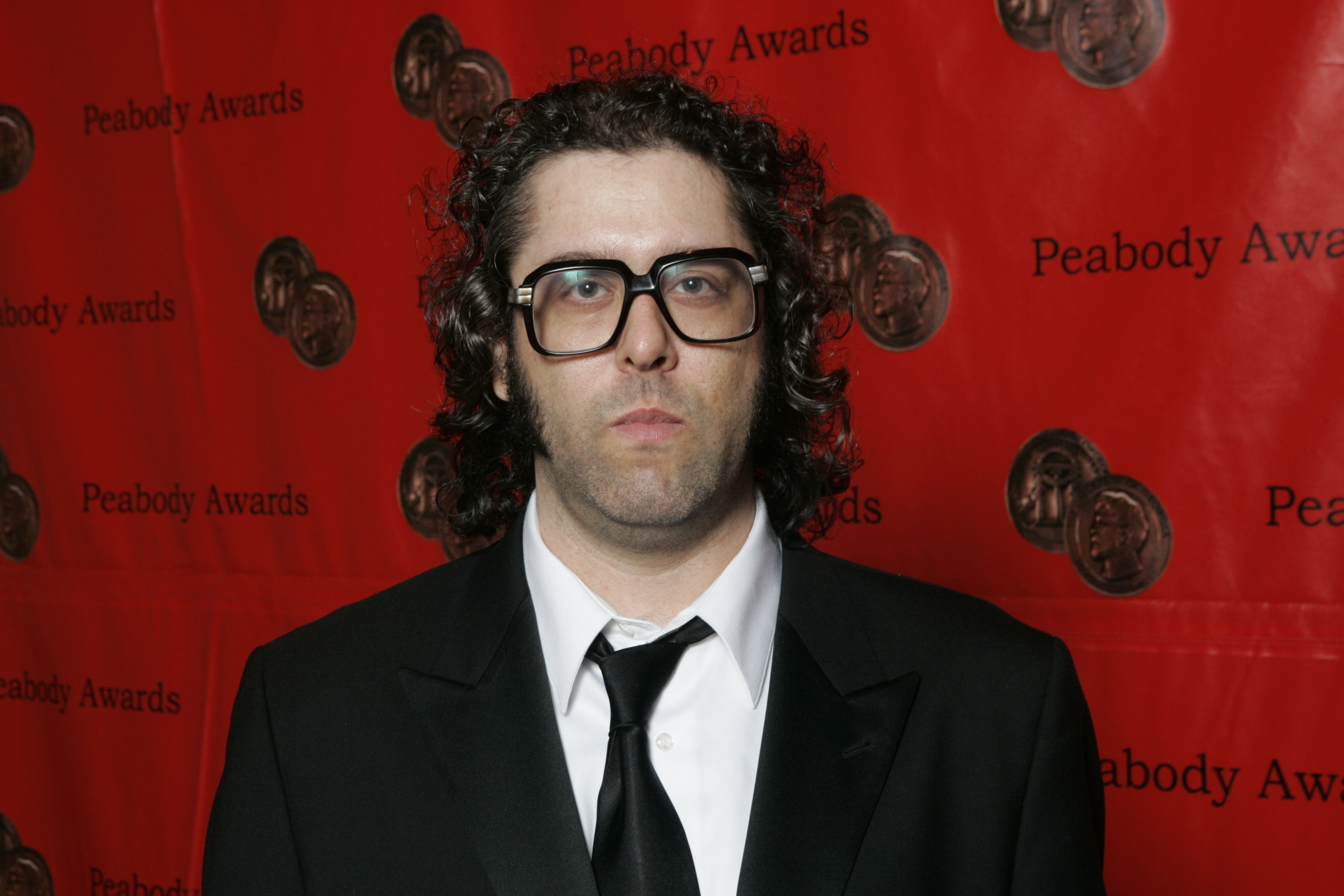
Judah Friedlander en la 67.ª Anual de los Premios Peabody por 30 Rock

Friedlander fue miembro del reparto habitual de la comedia 30 Rock durante toda su emisión, desde el 11 de octubre de 2006 hasta el 31 de enero de 2013. Su personaje, Frank Rossitano, es un escritor sarcástico y burlón en el programa de ficción TGS con Tracy Jordan Frank es vago, descuidado y vive con su madre (interpretada por Patti Lupone ). También está obsesionado con el sexo, lo que a menudo revela a través de comentarios vulgares y sexualmente sugestivos. Friedlander ha declarado que Frank Rossitano se basa en al menos dos escritores con quienes Tina Fey solía trabajar en Saturday Night Live. Sus siempre cambiantes sombreros de camionero con eslogan también se convirtieron en una mordaza en el programa.  Friedlander hace sus sombreros él mismo y creó suficientes para poder usar uno diferente en cada escena de 30 Rock, que es aproximadamente tres sombreros por espectáculo.
Friedlander ha aparecido en programas nocturnos como Late Night con Conan O'Brien, The Daily Show con Jon Stewart, The Daily Show con Trevor Noah, The Tonight Show con Jay Leno, Late Night con Jimmy Fallon y Last Call con Carson Daly  En 2010, Friedlander apareció en 2 episodios de la serie infantil Sesame Street. También apareció como panelista en The Burn con Jeff Ross en 2013.  
En mayo y junio de 2014, Friedlander narró ESPN 's Inside: la serie de seis partes de la Marcha del fútbol estadounidense a Brasil en preparación para la Copa del Mundo en Brasil.
Ha aparecido en Last Word With Lawrence O'Donnell de MSNBC y ha brindado comentarios personales sobre la Copa Mundial y el fútbol en general.

### Cine y video
En 2001, Friedlander interpretó a " The Hug Guy" en el video musical del sencillo " Everyday " de Dave Matthews Band ; Su personaje se ve abrazando a varias personas a lo largo del video. Friedlander fue reconocido por su papel de "chico abrazado" durante años después de aparecer en el video, lo que provocó que extraños le ofrecieran abrazos. El mismo año, apareció en la película de comedia Wet Hot American Summer.
En 2003, Friedlander interpretó a Toby Radloff en la película biográfica American Splendor, un papel que recibió críticas favorables: su actuación fue considerada "inolvidable"  por The New York Times y "perfecta" por Nick A. Zaino III de The Boston Globe y Dan Dinicola de The Daily Gazette. También fue nominado en la categoría de mejor actor secundario en los Premios Independent Spirit 2004.
Friedlander tuvo papeles en las películas de Ben Stiller Meet the Parents, Zoolander y Along Came Polly.
Tuvo un papel protagónico en la comedia independiente de 2005 Full Grown Men y un papel secundario en el drama de 2008 The Wrestler.
También ha aparecido en películas como Duane Hopwood, Capítulo 27, Southern Belles, Live Free or Die y Feast.

## Vida personal
Friedlander ha vivido en el área de la ciudad de Nueva York durante la mayor parte de su carrera, con la excepción de dos años en Los Ángeles. Actualmente reside en Queens, ha declarado que prefiere vivir en Nueva York.  
Friedlander disfruta de jugar al ping-pong. Cuando era niño jugaba al deporte a nivel competitivo,en 2008 volvió a la competición. Es un gran admirador de la lucha profesional, que a menudo se usa como tema para sus sombreros y camisas característicos. También es fanático de los Red Bulls de Nueva York, ha asistido a juegos en el Red Bull Arena y ha aparecido en comerciales para el equipo.

## Filmografía

### Película
| Año  | Título                               | Papel                   | Notas        |
| ---- | ------------------------------------ | ----------------------- | ------------ |
| 2000 | Endsville                            | Fan de la lucha libre   |              |
| 2001 | Conocer a los padres                 | Empleado de farmacia    |              |
| 2001 | Húmedo caliente verano americano     | Ronald von Kleinstein   |              |
| 2001 | Zoolander                            | Scrappy Zoolander       |              |
| 2001 | Qué tan alto                         | Estudiante              |              |
| 2002 | Tiempo de la funcion                 | Julio                   |              |
| 2003 | El comercio                          | Duffy Dyer              |              |
| 2003 | Vieja escuela                        | Figura de acción amigo  |              |
| 2003 | Esplendor americano                  | Toby Radloff            |              |
| 2003 | El conserje                          | Hombre borracho         |              |
| 2004 | Starsky y Hutch                      | Heladero                |              |
| 2004 | Carne mala                           | Hombre de mantenimiento |              |
| 2004 | A lo largo vino Polly                | Dustin                  |              |
| 2005 | Duane Hopwood                        | Antonio                 |              |
| 2005 | El sur de bellas                     | Duane                   |              |
| 2005 | Pizza                                | Palanqueta              |              |
| 2005 | Lo nunca visto                       | Conde                   |              |
| 2005 | Banquete                             | Chico cerveza           |              |
| 2006 | Los premios Darwin                   | Simon                   |              |
| 2006 | Una cita en el cine                  | Nicky                   |              |
| 2006 | Vive libre o muere                   | Hesh                    |              |
| 2006 | Los niños de Cassidy                 | Adulto Max Cassidy      |              |
| 2006 | Hombres adultos                      | Elias Guber             |              |
| 2007 | Capítulo 27                          | Pablo                   |              |
| 2007 | El supervisor                        | Acosar                  | Cortometraje |
| 2008 | Fiesta II: Segundos descuidados      | Chico cerveza           |              |
| 2008 | Atrapado en un pirado                | Ingeniero               |              |
| 2008 | El luchador                          | Scott Brumberg          |              |
| 2009 | Odio el día de San Valentín          | Dan O'Finn              |              |
| 2009 | Cabin Fever 2: Fiebre de primavera   | Toby                    |              |
| 2010 | Cuidado con el gonzo                 | Chico de la cafetería   |              |
| 2011 | Rio                                  | Turista                 | Voz          |
| 2013 | Épico                                | Larry el taxista        | Voz          |
| 2014 | Ping Pong Summer                     | Antonio                 |              |
| 2015 | Star Wars: El despertar de la fuerza | Patrono de la barra     |              |
| 2019 | ¿Puede usted guardar un secreto?     | Mick                    |              |

### Televisión
| Año       | Título                                                       | Papel                           | Notas                                           |
| --------- | ------------------------------------------------------------ | ------------------------------- | ----------------------------------------------- |
| 1999      | LateLine                                                     | Techie                          | 3 episodios                                     |
| 2000      | Spin City                                                    | Hombre coqueto en bar           | Episodio: "Acerca de anoche"                    |
| 2000      | El latido                                                    |                                 | Episodio: "El ritmo continúa"                   |
| 2001      | Abogado de vacaciones de primavera                           | Mervin                          | Película de televisión                          |
| 2002      | O2Be                                                         | Camión de basura                | Episodio: "O2Be"                                |
| 2003      | Vieja escuela                                                | Figura de acción Amigo          | Piloto                                          |
| 2004      | Frenar su entusiasmo                                         | Donald                          | Episodio: "La cita a ciegas"                    |
| 2005      | Asientos baratos: sin Ron Parker                             | Steven Gregory                  | Episodio: "1995 SuperDogs! Superjocks! "        |
| 2005      | Pantalones de domingo                                        |                                 | Voz Segmento "Historia según los fideos"        |
| 2006      | Wonder Showzen                                               | Crickey                         | 2 episodios                                     |
| 2006-2013 | 30 rocas                                                     | Frank Rossitano                 | 119 episodios                                   |
| 2007      | Vuelo de los Conchords                                       | Isabela                         | Episodio: "Sally"                               |
| 2009      | Xavier: Ángel renegado                                       | Big Papa Dick / Slippy Villager | Voces 2 episodios                               |
| 2010      | plaza Sésamo                                                 | Inspector 4                     | Episodio: "Inspeccionado por 4"                 |
| 2010      | La vida y los tiempos de Tim                                 | Ping Pong Guy                   | Voz Episodio: "Stu es bueno en algo"            |
| 2011      | El corazón, ella grita                                       |                                 | Episodio: "Atrévete a gritar"                   |
| 2011      | Ice Age: una Navidad gigantesca                              | Head Mini Sloth                 |                                                 |
| 2013      | Hospital de Niños                                            | Al Yankovic                     | Episodio: "Country Weekend"                     |
| 2014      | Sharknado 2: el segundo                                      | Bryan                           | Película de televisión                          |
| 2015      | Recién llegado en barco                                      | Rayo                            | Episodio: "Muy supersticioso"                   |
| 2015      | Verano americano húmedo y caluroso: primer día de campamento | Ron von Kleinenstein            | 2 episodios                                     |
| 2015      | El show de Jim Gaffigan                                      | Él mismo                        | Episodio: "Mi amigo el sacerdote"               |
| 2016      | Bordertown                                                   | Sanford Buckwald                | Voz 13 episodios                                |
| 2016      | Albert                                                       | Gene                            | Voz Película de televisión                      |
| 2017      | Hamburguesas de Bob                                          | Ferdie                          | Voz Episodio: "Like Gene for Chocolate"         |
| 2017      | Irrompible Kimmy Schmidt                                     | Gordy                           | 2 episodios                                     |
| 2017      | Estados Unidos es el mejor país de los Estados Unidos        | Él mismo                        | Especial de stand up; también director y editor |
| 2018      | El último Sharknado: ya es hora                              | Bryan                           | Película de televisión                          |